# Barry Vereijssen
Barry Vereijssen (Tilburg, 4 november 1974) is een Nederlandse voormalig handballer. Tijdens zijn actieve handbalcarrière kwam hij uit voor onder andere BFC en Sittardia. Tevens kwam Vereijssen 23 maal uit voor het Nederlands handbalteam.